# Eubiantes africanus
Eubiantes africanus – gatunek kosarza z podrzędu Laniatores i rodziny Biantidae. Jedyny znany przedstawiciel monotypowego rodzaju Eubiantes.

## Występowanie
Gatunek występuje w Afryce Wschodniej.